# Ablanquejo
El Ablanquejo es un río del interior de la península ibérica, afluente del Tajo. Discurre a través de la provincia española de Guadalajara.

## Descripción
Nace en el norte de la provincia de Guadalajara. Entra después en el partido de Cifuentes y siguiendo sus límites marcha al municipio de Ablanque y continúa hacia Huertahernando, pasando al sureste de Esplegares y Canales del Ducado. Dirigiéndose al sur termina por desembocar en el Tajo. Su corriente, escasa por lo general, es irregular durante el verano. A mediados del siglo XIX era hogar de truchas, anguilas, cangrejos y peces pequeños. Uno de sus afluentes es el río Linares, también llamado río Salado.